# ائوخنیا ترینچینتی
ائوخنیا ترینچینتی (اسپانیایی: Eugenia Trinchinetti‎؛ زادهٔ ۱۷ ژوئیهٔ ۱۹۹۷) بازیکن هاکی روی چمن زن اهل آرژانتین است.